# Mohammed Miftah
Pour les articles homonymes, voir Miftah.
 (mars 2022).
La mise en forme du texte ne suit pas les recommandations de Wikipédia : il faut le « wikifier ».
Les points d'amélioration suivants sont les cas les plus fréquents. Le détail des points à revoir est peut-être précisé sur la page de discussion.
- Les titres sont pré-formatés par le logiciel. Ils ne sont ni en capitales, ni en gras.
- Le texte ne doit pas être écrit en capitales (les noms de famille non plus), ni en gras, ni en italique, ni en « petit »…
- Le gras n'est utilisé que pour surligner le titre de l'article dans l'introduction, une seule fois.
- L'italique est rarement utilisé : mots en langue étrangère, titres d'œuvres, noms de bateaux, etc.
- Les citations ne sont pas en italique mais en corps de texte normal. Elles sont entourées par des guillemets français : « et ».
- Les listes à puces sont à éviter, des paragraphes rédigés étant largement préférés. Les tableaux sont à réserver à la présentation de données structurées (résultats, etc.).
- Les appels de note de bas de page (petits chiffres en exposant, introduits par l'outil «  Source ») sont à placer entre la fin de phrase et le point final[comme ça].
- Les liens internes (vers d'autres articles de Wikipédia) sont à choisir avec parcimonie. Créez des liens vers des articles approfondissant le sujet. Les termes génériques sans rapport avec le sujet sont à éviter, ainsi que les répétitions de liens vers un même terme.
- Les liens externes sont à placer uniquement dans une section « Liens externes », à la fin de l'article. Ces liens sont à choisir avec parcimonie suivant les règles définies. Si un lien sert de source à l'article, son insertion dans le texte est à faire par les notes de bas de page.
- La présentation des références doit suivre les conventions bibliographiques. Il est recommandé d'utiliser les modèles {{Ouvrage}}, {{Chapitre}}, {{Article}}, {{Lien web}} et/ou {{Bibliographie}}. Le mode d'édition visuel peut mettre en forme automatiquement les références.
- Insérer une infobox (cadre d'informations à droite) n'est pas obligatoire pour parachever la mise en page.

Pour une aide détaillée, merci de consulter Aide:Wikification.
Si vous pensez que ces points ont été résolus, vous pouvez retirer ce bandeau et améliorer la mise en forme d'un autre article.
Mohammed Al Ghazwani Miftah (arabe:محمد الغزواني مفتاح) est un écrivain et intellectuel marocain né à Casablanca en 1942 et mort le 9 mars 2022 à Rabat,,. Il s'est spécialisé dans les approches critiques anciennes et contemporaines ainsi que la pensée du Maghreb islamique. Il est un professeur retraité de l'Université Mohammed V de Rabat.

## Carrière
Miftah a obtenu une licence en littérature arabe en 1966, et un diplôme d'études linguistiques et littéraires, maîtrise de l'éducation et de la psychologie en 1967. Il a obtenu un doctorat d'État en littérature en 1981. Le professeur Miftah a enseigné à l'Université de Rabat depuis 1971, et il a atteint le rang de professeur en 1981. Il a enseigné les styles d'écriture au Maghreb islamique et l'unité de "critique et nouvelle rhétorique" pour les étudiants de troisième cycle. Il a dirigé des thèses universitaires, il a donné de nombreuses leçons inaugurales dans les universités. Il a également donné plusieurs cours et conférences aux Facultés des Arts de l'Université de Sfax, à l'Université du Roi-Saoud en Arabie Saoudite et à l'Université de Nouakchott en Mauritanie, il a aussi été professeur invité à l'Université de Princeton aux États-Unis.

## Ouvrages
Il a de nombreux livres, dont:
- Dans la sémiotique de la poésie antique (1982).
- Compilation et enquête pour la réalisation d'un livre de Lisan Al-Din bin Al-Khatib Al-Salmani Al-Andalusi (1989).
- Recevoir et interpréter une approche systématique (1994).
- Le discours soufi: une approche fonctionnelle (1997).
- Concepts étendus de la théorie poétique (2010).

## Récompenses
Mohammed Miftah a remporté plusieurs prix, dont les plus importants sont,:
- Prix international Roi-Fayçal 2016 (Langue et littérature arabes)[7],[8].
- Le Prix du livre Cheikh Zayed en 2011 pour le livre "Extended Concepts of Poetic Theory (Langage-Musique-Mouvement)[9].
- Prix du Réseau arabe pour la tolérance en 2010.
- Prix Sultan bin Ali Al Owais en 2004.
- Prix du Maroc du livre en 1995.
- Prix Saddam Hussein pour la science, les lettres et les arts en 1989.
- Le Grand Prix Maghrébin du Livre de Littérature et des Arts en 1987.

## Réferences
1. ↑  « Le sémiologue Mohamed Miftah n’est plus », sur SNRTnews (consulté le 23 avril 2023).
2. ↑  « Hommage posthume à la mémoire du critique et sémiologue Mohamed Miftah | MAPARCHIVES », sur maparchives.ma (consulté le 23 avril 2023).
3. ↑  « Hommage posthume à la mémoire du critique et sémiologue Mohamed Miftah », sur Libération (consulté le 23 avril 2023).
4. 1 2 3  (ar) « King Faisal Prize » (consulté le 27 février 2021).
5. ↑  « الدكتور محمد بن الغزواني مفتاح – المغرب » [archive du 25 février 2018],‎ 25 février 2018 (consulté le 27 février 2021).
6. ↑  (ar) « الناقد المغربي محمد مفتاح يتوج بجائزة الشيخ زايد », sur Hespress – هسبريس جريدة إلكترونية مغربية,‎ 3 mars 2011 (consulté le 27 février 2021).
7. ↑  « Le critique Mohamed Miftah remporte le prix Roi Fayçal ».
8. ↑  « Le critique marocain Mohamed Miftah remporte le prix international Roi Fayçal, catégorie langue et littérature arabe - La Vie éco », sur lavieeco.com (consulté le 23 avril 2023).
9. ↑  « Le Marocain Mohamed Miftah remporte le prix Cheikh Zayed du livre à Aboud Dhabi », sur Maghress (consulté le 23 avril 2023).